# Eucharis lehmannii
Eucharis lehmannii là một loài thực vật có hoa trong họ Loa kèn đỏ. Loài này được Regel mô tả khoa học đầu tiên năm 1889.